# کیوریانکا کیلچر
کیوریانکا کیلچر (انگلیسی: Q'orianka Kilcher؛ زادهٔ ۱۱ فوریهٔ ۱۹۹۰) یک هنرپیشه و خواننده اهل ایالات متحده آمریکا است. وی از سال ۲۰۰۰ میلادی تاکنون مشغول فعالیت بوده‌است.
از فیلم‌ها یا برنامه‌های تلویزیونی که وی در آن نقش داشته‌است می‌توان به چگونه گرینچ کریسمس را دزدید، دنیای جدید، متخاصمان (فیلم)، فرزندان آشوب، انباری، دورا و شهر گمشده طلایی و کشتار اشاره کرد.